# Semiopyla viperina
Semiopyla viperina là một loài nhện trong họ Salticidae.
Loài này thuộc chi Semiopyla. Semiopyla viperina được María Elena Galiano miêu tả năm 1985.